# Bienal de Arquitectura y Urbanismo de Chile
La Bienal de Arquitectura y Urbanismo de Chile es un evento organizado por el Colegio de Arquitectos de Chile desde 1977. El evento busca crear un espacio de encuentro, reflexión e intercambio de ideas sobre el trabajo arquitectónico, funcionando también como "una vitrina de los mejores proyectos arquitectónicos y urbanos de los dos últimos años".
Desde 2022, la Subsecretaría de las Culturas y las Artes del Ministerio de las Culturas, las Artes y el Patrimonio, a través de su Área de Arquitectura, participa en el proceso de selección de las propuestas de curatoría.

## Ediciones
Desde 1977, el Premio Nacional de Arquitectura es entregado junto a la Bienal de Arquitectura y Urbanismo de Chile, convirtiéndose en un reconocimiento otorgado cada dos años.
En 1997, Pilar Urrejola se convirtió en la primera mujer curadora de la Bienal de Arquitectura y Urbanismo de Chile.
En 2015, la XIX edición se realizó en Valparaíso, siendo la primera vez que el evento central se montó fuera de Santiago.Desde ese mismo año, la elección de curador(a)(es) de la bienal se realiza por convocatoria abierta.
| Edición | Año  | Título                                                         | Curador(a)(es)                                                                         |
| ------- | ---- | -------------------------------------------------------------- | -------------------------------------------------------------------------------------- |
| I       | 1977 | Patrimonio Nacional                                            | Cristián Fernández Cox                                                                 |
| II      | 1979 | Hacer Ciudad                                                   | Eduardo Cuevas                                                                         |
| III     | 1981 | Vivienda                                                       | Marcelo Etcheverry                                                                     |
| IV      | 1983 | Patrimonio y Presente: La recuperación crítica del pasado      | Pedro Murtinho                                                                         |
| V       | 1985 | Arquitectura y Calidad de Vida: Desafíos de la vivienda social | Angel Hernández                                                                        |
| VI      | 1987 | Arq. y Futuro: Indagar el futuro para construir el presente”   | Fernando Castillo Velasco                                                              |
| VII     | 1989 | Arquitectura y Crítica                                         | Eduardo San Martín                                                                     |
| VIII    | 1991 | Arquitectura Latinoamericana: Un camino propio                 | Jorge Iglesis                                                                          |
| IX      | 1993 | Ciudad y Medio Ambiente: El desafío                            | Juan Cárdenas                                                                          |
| X       | 1995 | Hacia el año 2000, ¿Qué ciudad queremos?                       | Víctor Gubbins                                                                         |
| XI      | 1997 | El Espacio Público: vigencia y destino                         | Pilar Urrejola                                                                         |
| XII     | 2000 | Arquitectura de uso público: re-inventar el futuro             | Humberto Eliash Díaz                                                                   |
| XIII    | 2002 | Globalización, Comunicación y Arquitectura                     | Alberto Sartori                                                                        |
| XIV     | 2004 | Reforma Urbana: Hagámosla realidad                             | Patricio Schmidt                                                                       |
| XV      | 2006 | Humanidad Calidad e Integración                                | Cristián Undurraga                                                                     |
| XVI     | 2008 | Hacia una arquitectura que cuide nuestra Tierra                | Juan Ignacio Baixas                                                                    |
| XVII    | 2010 | 8.8 Re-construcción                                            | Guillermo Hevia H.                                                                     |
| XVIII   | 2012 | Ciudades para ciudadanos                                       | Sebastián Gray                                                                         |
| XIX     | 2015 | Arquitectura y Educación: El país que queremos                 | Fernando Marín                                                                         |
| XX      | 2017 | Diálogos Impostergables                                        | Felipe Vera                                                                            |
| XXI     | 2019 | Feria Libre de Arquitectura. Lo común y lo corriente           | Beatriz Coeffé, Joaquín González, Vesna Obilinovic, Juan Pablo Urrutia, Tomás Villalón |
| XXII    | 2022 | Hábitats vulnerables                                           | Loreto Lyon, Cristóbal Molina                                                          |
| XXIII   | 2025 | Doble Exposición: reprogramar, revitalizar, reconstruir        | Ángela Carvajal, Sebastián López, Óscar Aceves                                         |

## Sedes
La Bienal de Arquitectura y Urbanismo de Chile no cuenta con una sede oficial y su ubicación cambia según la edición.
| Lugar                                             | Imagen | Edición(es)                                                                                                  |
| Centro Cultural Estación Mapocho                  |        | XIII Bienal (2002): Globalización, comunicación y arquitectura XVIII Bienal (2012): Ciudades para ciudadanos |
| Centro Cultural La Moneda                         |        | XV Bienal (2006): Humanidad, calidad e integración                                                           |
| Museo Histórico Militar                           |        | XVII Bienal (2010): 8.8 Re-construcción                                                                      |
| Parque Cultural de Valparaíso, Valparaíso         |        | XIX Bienal (2015): Arquitectura y educación: El país que queremos XX Bienal (2017): Diálogos impostergables  |
| Barrio Biobío                                     |        | XXI Bienal (2019): Feria Libre de Arquitectura. Lo común y lo corriente                                      |
| Plaza de la Ciudadanía y Plaza de la Constitución |        | XXII Bienal (2023): Hábitats vulnerables                                                                     |

## Publicaciones asociadas
- Santiago 1977-1990. Arquitectura, ciudad y política. Daniel Talesnik (ed). Editorial ARQ.[6]
- Lo nuevo, de nuevo. Bienal y Arquitectura en Chile. Fernando Portal, Rayna Razmilic, Pedro Correa, Fernando Carvajal (eds.). Editorial ARQ.[7]
- Exposición Archivo Provisional. Fernando Portal, Rayna Razmilic, Pedro Correa, Fernando Carvajal (eds.)[8]